# 懷機
懷機（生卒年不詳）是琉球國第一尚氏王朝時期的國相。
懷機的早年事蹟和來歷不詳，唯一可知的是懷機是中國的渡來人。1418年，懷機奉中山王思紹的命令，以長史的身份出使明朝。懷機奉命建造首里城，挖掘龍潭、建立安國山，並將大量從中國帶回的花卉栽植在安國山上。
1428年，懷機繼承王茂的國相之位，成為久米士族的首領，全權負責對外貿易事務。琉球人尊稱懷機為「國公」或「道球國公」。懷機協助尚巴志統一了琉球。1428年至1440年期間，懷機使用「琉球國王相府王相懷機」的名義同東南亞諸國展開貿易。懷機曾致書舊港宣撫使，希望兩國華僑建立友好關係。1436年，懷機致書中國龍虎山天師道的教主，為尚巴志王求取符箓。尚巴志王死後，懷機為其修建了天山陵，並再度致書龍虎山天師，希望保佑尚巴志王之靈。
1451年（景泰二年），懷機奉命修建長虹堤，以便那霸各地之間的往來。懷機築壇向天照大神許願了二夜三日，最終堤壩建成。懷機便在長虹堤旁建立了供奉天照大神的神社，並建立長壽寺為其別當寺。此後，懷機便在史料中失去了記載。
由於懷機在尚巴志統一琉球的時候扮演了重要角色，現代學者將懷機比作琉球的諸葛亮。懷機從政壇上消失後不久，第一尚氏王朝就爆發了志魯布里之亂。